# ZT Oldrzychowice

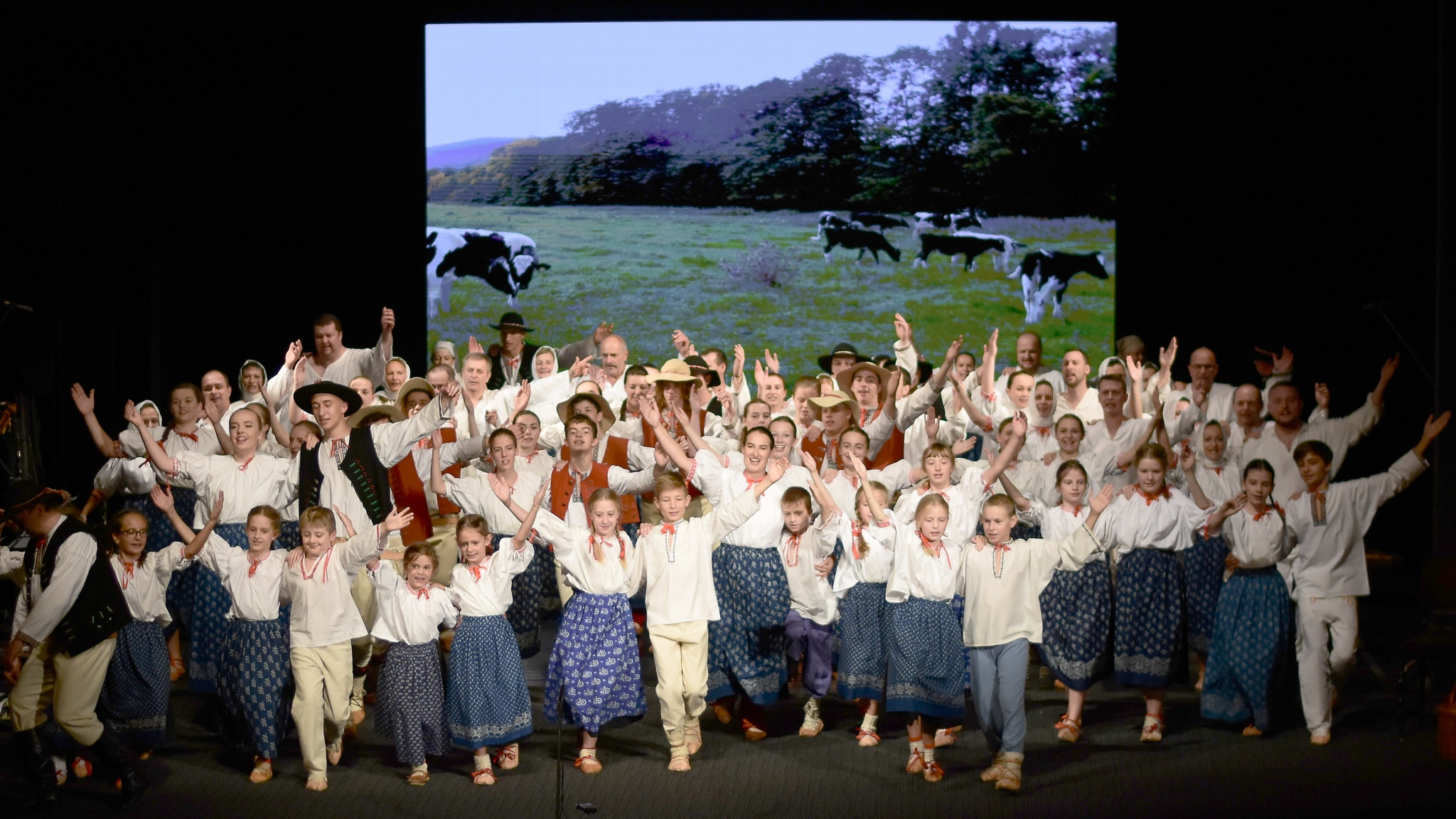
Zespół Oldrzychowice podczas koncertu jubileuszowego z okazji 40-lecia zespołu oraz 110. rocznicy urodzin Jana Taciny

Zespół taneczny Oldrzychowice – zespół taneczny działający przy Miejscowym Kole PZKO w Oldrzychowicach.

## Historia zespołu
Początki działalności zespołu regionalnego „Oldrzychowice” sięgają 1979 roku, kiedy to z inicjatywy Klubu Młodych powstał zespół taneczny przy MK PZKO w Oldrzychowicach. W repertuar zespołu wchodziły wtenczas tańce nowoczesne. Do zmian doszło na początku lat 80., kiedy nowa kierowniczka zespołu, Halina Szlaur, zaczęła stopniowo kierować zespół w stronę folkloru. Pierwszy sukces odniósł zespół z programem „Szkubaczki” w 1989 roku na Przeglądzie Zespołów PZKO, w nagrodę wyjechał do Rzeszowa na Światowy Festiwal Zespołów Folklorystycznych. W 2001 roku Renata Czader założyła góralską kapelę „Oldrzychowice”. W latach 1992–1995 nastąpiła przerwa w działalności zespołu. Wtedy członkowie Klubu Młodych, Marek Grycz, Bogdan Kotas i Renata Adámek, postanowili odrodzić zespół. Tancerzami zostały dzieci z miejscowej szkoły w Oldrzychowicach.
W 2019 roku zespół obchodził 40-lecie swego istnienia oraz 110. rocznicę urodzin Jana Taciny.

## Repertuar
ZT „Oldrzychowice” prezentuje folklor, muzykę i tańce zaolziańskich górali beskidzkich. W swoim programie przedstawia charakterystyczne tańce jak owięziok, jawornicki, szpacyrpolka, kołomajki, rejna czy szotmadziar. Stara się wiernie i zgodnie z tradycją przykazywać obrzędy i zwyczaje doroczne górali beskidzkich, bogactwo gwary, strojów i rekwizytów. Swoje umiejętności prezentuje w opracowanych programach, np.: „Ostatki”, „Obrządek dożynkowy”, „Wesele Kotasa”, „Kolyndowani”, „Świynty Jón” czy „Kosztowani jabłek”. Z tymi oto oraz innymi programami można zobaczyć zespół na Tygodniu Kultury Beskidzkiej, na Gorolskim Święcie w Jabłonkowie, na Tradycyjnych Dożynkach Śląskich w Gutach czy też na Koncercie Świątecznym w Trzyńcu. Pomimo prezentowania zaolziańskiego folkloru, zespół ma w swym repertuarze również tańce południowo morawskiego regionu Kopanice i słowackich regionów Raslavice oraz Horehron, tańce wałaskie, rzeszowskie, kaszubskie oraz krakowskie.
W sezonie balowym zespół zapewnia program na wielu balach takimi tańcami jak walc wiedeński, walc angielski, paso doble czy jive oraz tradycyjnym polonezem.

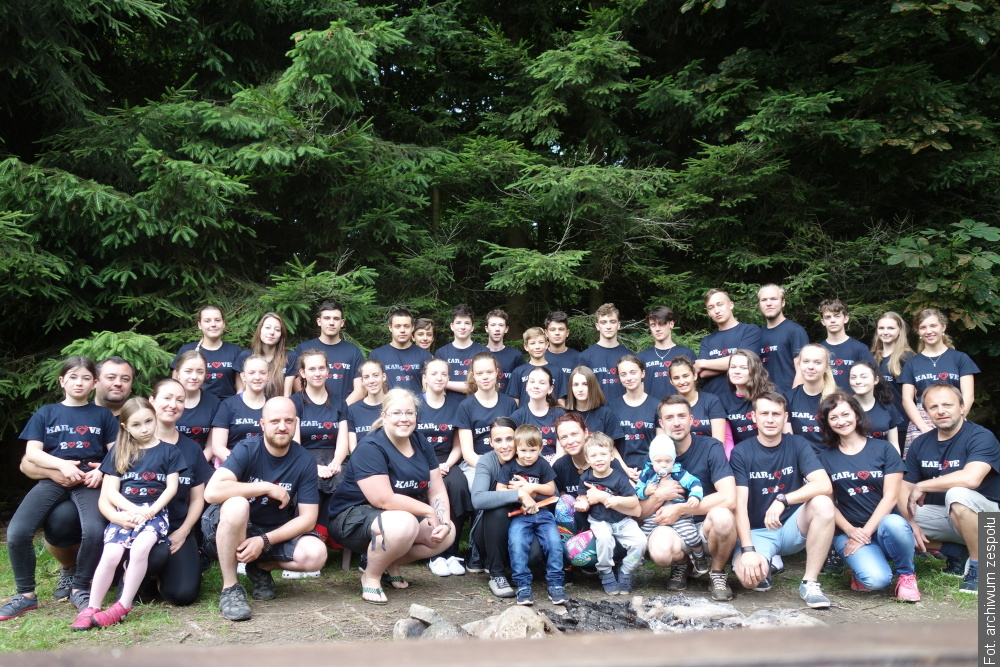
Członkowie zespołu na zgrupowaniu w Jesionikach

## Kierownicy zespołu
- Janina Opluštil[3]
- Renata Czader, Janina Kantor
- Halka Szlaur, Marek Grycz[4]
- Janina Kokotek, Agata Gut, Radek Lačný
- Dorota Kantor, Jakub Kroczek

## Sukcesy
- sierpień 1989 – Festiwal Polonijnych Zespołów w Rzeszowie[3]
- Nagroda Oskara Kolberga – 2014[5]

- Tydzień Kultury Beskidzkiej, Żywiec
  - Złote Żywieckie Serce – 2008, 2010, 2014, 2016
  - Srebrne Żywieckie Serce – 1990
  - Brązowe Żywieckie Serce -2006, 2019
  - wyróżnienie – 2005, 2007, 2009, 2021

- Międzynarodowy Festiwal Folkloru Ziem Górskich w Zakopanem
  - Srebrna Ciupaga – 2008

- Międzynarodowy Przegląd Zespołów Regionalnych „Złoty kłos”, Zebrzydowice
  - 1. miejsce – 2007, 2008, 2009
  - Grand Prix -główna nagroda
- Tacy Jesteśmy
  - Złoty jestem – 2006, 2008
  - Nagroda publiczności – 2019

## Kapela „Oldrzychowice”
Kapela „Oldrzychowice” powstała w 2001 roku, jej założycielką jest Renata Czader.
Członkami kapeli są: Roman Jakubek – skrzypce, prym, Renata Czader – skrzypce, sekund, Marek Grycz – skrzypce, kontry, Stanisław Witos – skrzypce, kontry, Irena Kluz – skrzypce, kontry, Marian Marek – mały bas.
Kapela nagrała również dwie płyty: „Jaworowy, Ostry” (2004) oraz „a tóm znosz?...” (2009).
W 2019 roku z okazji 40-lecia Zespołu Oldrzychowice oraz 110. rocznicy urodzin Jana Taciny została wydana płyta „a tóm znosz?... 2". Piosenki ze zbioru Jana Taciny nagrali Roman Jakubek – skrzypce, gajdy, piszczałka, śpiew, Marek Grycz – skrzypce, śpiew, Daniel Puczok – mały bas, śpiew, Zbyszek Szmek – wiola, kontry, śpiew, Stanisław Witos – skrzypce, śpiew oraz Dorota i Agata Bartnickie – śpiew.